# Sierra Imataca
Sierra Imataca é uma cidade venezuelana, capital do município de Casacoima.